# L'Éclair (film)
Pour les articles homonymes, voir L'Éclair.
 (août 2016).
Si vous disposez d'ouvrages ou d'articles de référence ou si vous connaissez des sites web de qualité traitant du thème abordé ici, merci de compléter l'article en donnant les références utiles à sa vérifiabilité et en les liant à la section « Notes et références ».
Pour plus de détails, voir Fiche technique et Distribution.
L'Éclair (稲妻, Inazuma) est un film japonais de Mikio Naruse, sorti en 1952.

## Synopsis
Kiyoko est guide dans un autobus à Tokyo. Son entourage s'inquiète pour elle et l'encourage à s'unir avec un boulanger mais les exemples de couple autour d'elles et surtout sa mère qui eut quatre enfants avec quatre hommes différents modèrent son besoin matrimonial.

## Fiche technique
- Titre : L'Éclair
- Titre original : 稲妻 (Inazuma?)
- Réalisation : Mikio Naruse
- Scénario : Sumie Tanaka d'après le roman de Fumiko Hayashi
- Photographie : Shigeyoshi Mine
- Montage : Toyo Suzuki
- Décors : Mikio Naka
- Musique : Ichirō Saitō
- Société de production : Daiei
- Pays d'origine :  Japon
- Langue originale : japonais
- Genre : drame
- Format : noir et blanc - 1,37:1 - Son mono
- Durée : 87 minutes (métrage : neuf bobines - 2 392 m[1])
- Dates de sortie :
  - Japon : 9 octobre 1952[1]
  - France : 12 février 1993[2],[3]

## Distribution

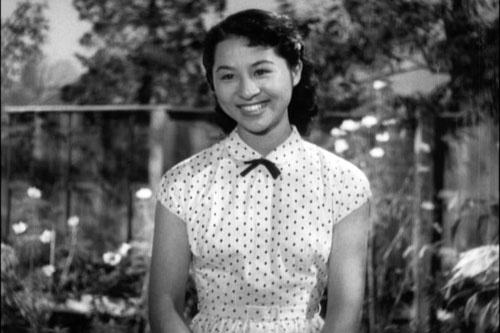
Kyōko Kagawa dans le rôle de Tsubomi.

- Hideko Takamine : Kiyoko
- Mitsuko Miura : Mitsuko
- Kyōko Kagawa : Tsubomi
- Chieko Murata : Nuiko
- Jun Negami : Shuzo
- Kenzaburō Uemura : Ryuzo
- Eitarō Ozawa : Tsunakichi
- Chieko Nakakita : Ritsu
- Hisako Takihana : Tome

## Autour du film
- Si vous ne connaissez pas le sujet, laissez ce bandeau (vous pouvez alors contacter les auteurs).
- Si vous supprimez le contenu mis en cause (vous pouvez préalablement contacter les auteurs),

argumentez précisément cette suppression dans la page de discussion
(un manque de référence n'est pas un argument ; une recherche réelle de référence doit avoir été effectuée, être formellement documentée).
- Le cinéaste sut trouver en la romancière Fumiko Hayashi (morte l'année précédant le tournage du film) son parfait complément, celle-ci lui apportant, outre son passé de pauvreté et de drames personnels (plusieurs tentatives de suicide), toute sa sensibilité de femme et surtout sa connaissance "de l'intérieur" des problèmes particuliers rencontrés par ses consœurs. Naruse adapta ainsi entre 1951 et 1955 cinq de ses romans, .. Les récits de Hayashi, en particulier par le biais du personnage féminin central incarné quatre fois sur cinq par la toujours remarquable Hideko Takamine, actrice fétiche de Naruse, apportèrent aussi le vent de révolte qui sut dynamiser la vision pessimiste du cinéaste.
- L'Éclair est centré sur le personnage de Kiyoko (23 ans), la plus jeune des trois sœurs, à qui le spectateur emprunte le regard. Célibataire, "moderne", rebelle à l'autorité et aux obligations découlant de la tradition, Kiyoko se retrouve en opposition au reste de sa famille et représente le thème éminemment narusien de la femme forte. Elle assiste à la rivalité entre ses deux sœurs. Mitsuko, qui tient un magasin, est trompée par son mari Rohei lequel meurt de façon impromptue. Elle découvre l'existence de sa rivale et de l'enfant "naturel" de cette dernière à ce moment-là. Incroyablement passive, elle a tendance à se remettre dans les mains de Kiyoko. L'autre sœur, Nuiko, fait cocu son mari Riyuzo et affiche une méchanceté permanente ainsi qu'un arrivisme qui va la pousser à de basses manœuvres. Le frère, Kasuke, au chômage et handicapé par une blessure de guerre ("Quand guériras-tu de ta guerre d'Asie du Sud ?" lui demande sa mère), se montre poltron et buveur. Quant à la mère, mariée quatre fois (les quatre enfants sont tous nés de pères différents), elle aussi affiche une mollesse à toute épreuve.
- Naruse réserve parfois ses effets. Ainsi de la manière dont il choisit de nous présenter la maîtresse de Rohei lors de sa visite à Mitsuko après la mort du mari de cette dernière. La jeune femme fait montre d'une grande humilité et ne demande qu'à s'incliner devant l'urne funéraire, ce que refuse de lui accorder Mitsuko. Toute la scène est filmée avec énormément de finesse, de délicatesse, sans la moindre once de dramatisation et la sympathie du spectateur ne peut qu'aller vers cette femme tout en comprenant la réaction d'une Mitsuko frappée tout à la fois de chagrin et d'humiliation. Mais la deuxième rencontre où la maîtresse, chez elle, réclame de Mitsuko 200 000 yens afin de pouvoir élever l'enfant eu de Rohei est beaucoup plus tendue. Un certain masque tombe à cet instant. Naruse évite cependant une fois de plus de glisser vers la facilité. Face à la jeune femme aussi têtue que douce, Mitsuko, désemparée, est prête à tout accepter et ne doit qu'à la fermeté de Kiyoko de ne pas céder. À la fin de la scène, le spectateur ne sait plus quoi penser car les trois femmes qui lui ont été présentées montrent une telle humanité dans toutes ses composantes, à savoir positives comme négatives, que la traditionnelle frontière entre "bien" et "mal" a volé en éclats.
- Autre moment fort du film, les retrouvailles de Kiyoko et sa mère. Face aux reproches très véhéments de la première ("Tu vis ta vie passivement. Alors tous tes enfants en font autant, c'est la gabegie", "On est nés comme des chats ou des chiens de rencontre fortuite"), la seconde courbe l'échine comme elle n'a jamais cessé de le faire toute sa vie durant et verse des larmes plus d'épuisement que de réelle amertume. Mais la mère et la fille finiront par retrouver sourires et même rires sans que ce "happy end" (en est-il d'ailleurs vraiment un ?) ne fasse jamais plaqué ou artificiel, bien au contraire.